# Chauchat
De Chauchat (spreek uit als sjo-sjah) was het standaard lichte machinegeweer van het Franse leger tijdens de Eerste Wereldoorlog. Onder de leiding van generaal Joseph Joffre, werd het wapen in dienst genomen in 1916. Klein en licht, de Chauchat verhoogde de vuurkracht van de infanterie. Meer dan 262.000 exemplaren werden gefabriceerd. De Chauchat woog 10 kilogram en werd gedragen door één soldaat. Deze soldaat werd meestal bijgestaan door een assistent.
De Chauchat kreeg een slechte reputatie in de loopgraven. Het wapen was erg gevoelig voor modder en vocht, en liep voortdurend vast. Ook werd de Chauchat gebruikt in de Tweede Wereldoorlog.